# محيي الدين بن عربي
محمد بن علي بن محمد بن عربي الحاتمي الطائي الأندلسي الشهير بـ محيي الدين بن عربي، أحد أشهر المتصوفين لقبه أتباعه وغيرهم من الصوفيين «بالشيخ الأكبر»، ولذا تُنسب إليه الطريقة الأكبرية الصوفية. ولد في مرسية في الأندلس في شهر رمضان عام 558 هـ الموافق 1164م قبل عامين من وفاة الشيخ عبد القادر الجيلاني. وتوفي في دمشق عام 638هـ الموافق 1240م. ودفن في سفح جبل قاسيون.
وهو عالم روحاني من علماء المسلمين الأندلسيين، وشاعر وفيلسوف، أصبحت أعماله ذات شأن كبيرٍ حتى خارج العالم العربي. تزيد مؤلفاته عن 800، لكن لم يبق منها سوى 100. كما غدت تعاليمه في مجال علم الكون ذات أهمية كبيرة في عدة أجزاء من العالم الإسلامي.
لقبه أتباعه ومريدوه من الصوفية بألقاب عديدة، منها: الشيخ الأكبر، ورئيس المكاشفين، البحر الزاخر، بحر الحقائق، إمام المحققين، محيي الدين، سلطان العارفين.

## سيرته
ولد محمد بن علي بن محمد بن عربي الحاتمي الطائي الأندلسي في مدينة مرسية في الأندلس في 17 رمضان 558 هـ الموافق 28 يوليو 1164م. ويُعرف بن عربي لدى المتصوفين باسم (الشيخ الأكبر) أو محي الدين بن عربي، ويعتبر أحد الأولياء في الصوفية. أما في الشرق الأوسط، فُعرف باسم الشيخ الأكبر محي الدين بن عربي.
وبالرغم من كونه من أتباع المذهب الصوفي، لكن كتاباته عن الأئمة الإثني عشر ذات شأن كبير عند الشيعة. وهناك جدل واسع بخصوص مذهبه الفقهي، حيث يعتقد البعض أن ابن عربي كان ينتمي للمذهب الظاهري.
انتشرت تعاليم بن عربي بسرعة هائلة عبر العالم. ولم تكن كتاباته حكراً على نخبة المسلمين، بل وجدت طريقها إلى الطبقات الدنيا من المجتمع نتيجة انتشار المد الصوفي. كما تُرجمت أعمال بن عربي إلى اللغات الفارسية والتركية والأردية. فوقتها، كان عدد كبير من الشعراء يتبعون المذهب الصوفي، وكانت أفكار بن عربي بمثابة إلهامٍ كبير لهم.

## عائلته
تعود عائلة بن عربي إلى أصول مختلفة ومتداخلة، فمثلاً، كان والده عربياً أصله من إحدى أشهر قبائل العرب، وهي قبيلة طيء. أما والدته، فكانت من الأمازيغ.
وفي كتاباته، أشار بن عربي إلى عمه المتوفي يحيى الصنهاجي (من صنهاجة)، حيث كان عمه ثرياً، ويشغل منصب أمير مدينة تلمسان، لكنه ترك منصبه ليتصوّف بعد لقائه شيخاً متصوفاً.
خدم والد بن عربي، والذي يُدعى علي بن محمد، في جيش حاكم مرسية المعروف باسم ابن مردنيش. وعندما توفي الأخير عام 1172 ميلادي، تحوّل والد بن عربي لخدمة سلطان الموحدين، أبو يعقوب يوسف الأول، وهكذا عاد إلى العمل الحكومي، وانتقلت معه عائلته من مرسية إلى إشبيلية. وهناك، ترعرع بن عربي في بلاط الحاكم وتلقى التدريب العسكري. وعندما أصبح بالغاً، شغل منصب سكرتير حاكم إشبيلية. وتزوّج امرأة تدعى مريم من عائلة ذات صيت.

## نشأته
ولد محيي الدين بن عربي في مدينة مرسية من أب عربي طائي وأم عربية خولانية ويعرف عند الصوفيين بالشيخ الأكبر والكبريت الأحمر. وهو واحد من كبار المتصوفة والفلاسفة المسلمين على مر العصور. كان أبوه علي بن محمد من أئمة الفقه والحديث، ومن أعلام الزهد والتقوى والتصوف. وكان جده أحد قضاة الأندلس وعلمائها، فنشأ ضمن جو ديني. انتقل والده إلى إشبيلية وكان يحكمها أنذاك السلطان محمد بن سعد، وكانت عاصمة من عواصم الحضارة والعلم في الأندلس. وما كاد لسانه يبين حتى دفع به والده إلى أبي بكر بن خلف عميد الفقهاء، فقرأ عليه القرآن الكريم بالقراءات السبع، فما أتم العاشرة من عمره حتى كان ملماً بالقراءات والمعاني والإشارات. ثم سلمه والده إلى طائفة من رجال الحديث والفقه تنتقل بين البلاد واستقر أخيراً في دمشق طوال حياته وكان واحداً من أعلامها حتى وفاته عام 1240 م.
ذكر أنه مرض في شبابه مرضاً شديداً وفي أثناء شدة الحمي رأى في المنام أنه محاط بعدد ضخم من قوى الشر، مسلحين يريدون الفتك به. وبغتة رأى شخصاً جميلاً قوياً مشرق الوجه، هجم على هذه الأرواح الشريرة ففرقها ولم يبق منها أي أثر فسأله محيي الدين ابن عربي: «من أنت؟» فقال له الرجل: : أنا سورة يس.
" وعلى أثر هذا استيقظ فرأى والده جالساً إلى وسادته يتلو عند رأسه سورة يس. ثم لم يلبث أن شفي من مرضه، وأتته فكرة أنه معد للحياة الروحية وآمن بوجوب سيره فيها إلى نهايتها.
تزوج بفتاة فارسية تدعى نظام وهي ابنة الشيخ أبي شجاع بن رستم الأصفهاني الذي يعد من كبار شيوخ بلاد فارس في حينها. وكانت تعتبر مثالاً في الكمال الروحي والجمال الظاهري وحسن الخلق، فساهمت معه في تصفية حياته الروحية، بل كانت أحد دوافعه إلى الإمعان فيها. وفي هذه الأثناء كان يتردد على إحدى مدارس الأندلس التي تعلم فيها سراً مذهب الأمبيذوقلية المحدثة المفعمة بالرموز والتأويلات والموروثة عن الفيثاغورية والاورفيوسية والفطرية الهندية. وكان أشهر أساتذة تلك المدرسة في ذلك القرن ابن العريف المتوفى سنة 1141م.

## نشأته الروحية

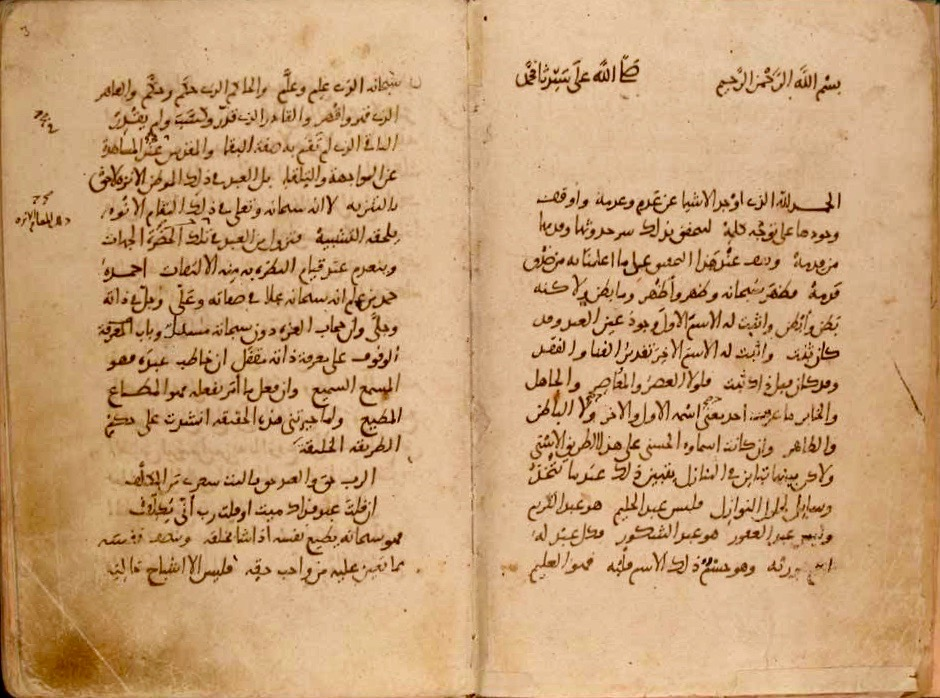
الصفحتان الافتتاحيتان لمخطوطة قونية لكتاب الفتوحات المكية اللتان خططهما الشيخ محيي الدين ابن عربي بخط يده

إن استعداده الفطري ونشأته في بيئة دينية وتردده إلى المدارس الرمزية، كل ذلك قد تظافر على إبراز الناحية الروحية عنده في سن مبكرة، فلم يكد يتم العقد الثاني من عمره حتى انغمس في أنوار الكشف والإلهام، ولم يشارف العشرين حتى أعلن أنه جُعِل يسير في الطريق الروحاني، وأنه بدأ يطلع على أسرار الحياة الصوفية. وأن عدداً من الخفايا الكونية قد تكشفت أمامه وأن حياته سلسلة من البحث المتواصل عما يحقق الكمال لتلك الاستعدادات الفطرية. وبقي عاكفاً حتى ظفر بأكبر قدر ممكن من الأسرار. وأكثر من ذلك أنه حين كان لا يزال في قرطبة قد تكشف له من أقطاب العصور البائدة من حكماء فارس والإغريق كفيثاغورس وأمبيذوقليس وأفلاطون وهذا هو سبب شغفه بالاطلاع على جميع الدرجات التنسكية في كل الأديان والمذاهب عن طريق أرواح رجالها الحقيقين بهئية مباشرة. وألف كتاب الفتوحات المكية الذي يمكن تتبع أقواله فيه.

## رحلاته

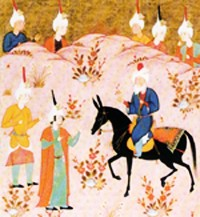
رسم فارسي يمثل ابن عربي وهو على ظهر الخيل مع اثنين من طلابه

يحكى أن بن عربي رأى وهو في حالة اليقظة أنه أمام العرش الإلهي المحمول على أعمدة من لهب متفجر ورأى طائراً بديع الصنع يحلق حول العرش ويصدر إليه الأمر بأن يرتحل إلى الشرق وينبئه بأنه سيكون هو مرشده السماوي وبأن رفيقاً من البشر ينتظره في مدينة فاس 594هـ.
- في السنة 595هـ كان في غرناطة مع شيخه أبي محمد عبد الله الشكاز
- فيما بين سنتي 597هـ، 620هـ الموافق سنة 1200، 1223 بدأ رحلاته الطويلة المتعددة الي بلاد الشرق فاتجه واستقر في دمشق.
- في السنة 1201م رحل إلى مكة فاستقبله فيها شيخ فارسي وقور جليل ممتاز في العقل والعلم والخلق والصلاح.[18] والتقى بفتاة تدعي نظام وهي ابنة ذلك الشيخ وقد حباها الله بنصيب موفور من المحاسن الجسمية والميزات الروحية. اتخذ منها محيي الدين ابن عربي رمزا ظاهريا للحكمة الخالدة وأنشأ في تصوير هذا الرمز قصائد سجلها في ديوان ترجمان الأشواق ألفه في ذلك الحين.
- وفي ذلك الحين في إحدى تأملاته رأى مرشده السماوي مرة أخرى يأمره أيضا بتأليف كتابه الجامع الخالد الفتوحات المكية الذي ضمن فيه أهم أرائه الصوفية والعقلية ومبادئه الروحية.
- في سنة 599هـ [31] زار الطائف وفي زيارته إلى بيت عبد الله بن العباس ابن عم النبي محمد استخار الله وكتب رسالة حلية الأبدال لصاحبيه أبي محمد عبد الله بن بدر بن عبد الله الحبشي وأبي عبد الله محمد بن خالد الصدفي التلمساني.
- في سنة 601هـ، 1204م ارتحل الي الموصل حيث جذبته تعاليم الصوفي الكبير علي بن عبد الله بن جامع الذي تلقى لبس الخرقة عن الخضر مباشرة، ثم ألبسها لمحيي الدين ابن عربي بدوره. وفي نفس السنة زار قبر النبي محمد وكما قال «وقد ظلمت نفسي وجئت إلى قبره صلى الله عليه وسلم فرأيت الأمر على ما ذكرته وقضى الله حاجتي وانصرفت ولم يكن قصدي في ذلك المجيء إلى الرسول إلا هذا الهجير».
- في سنة 1206م رحل إلى القاهرة.
- في سنة 1207م عاد الي مكة وأقام فيها ثلاثة أعوام ثم عاد إلى دمشق وزار قونية بتركيا حيث رحب به أميرها السلجوقي باحتفال بهيج. وتزوج هناك بوالدة صدر الدين القونوي. ثم لم يلبث أن ارتحل الي أرمينيا.
- في سنة 1211م رحل الي بغداد والتقى هناك بشهاب الدين عمر السهروردي الصوفي المشهور.
- في سنه 1214م زار مكة ووجد عدد من فقهائها قد جعلوا يشوهون سمعته لسبب القصائد التي نشرها في ديوانه الرمزي منذ ثلاثة عشر عاما فرحل إلى دمشق عائداً.
- بعد ذلك رحل الي حلب واقام فيها مدةً من الزمن معززاً مكرماً من أميرها.
- أخيرا أقام في دمشق في الفترة 1223م ـ 1240م حيث كان أميرها أحد تلاميذه ومن المؤمنين بعلمه ونقائه وعاش حياته في دمشق يؤلف ويعلم وكان واحدا من كبار العلماء بين أهل العلم والفقه في دمشق، وألتقى به عدد كبير من العلماء والطلاب من جميع أنحاء المعمورة ومن أبرزهم الشيخ جلال الدين الرومي صاحب المثنوي[32][33][34][35][36]، وفي دمشق دون وكتب مراجعاته ومؤلفاته وكان لهُ مجلس للعلم والتصوف في رحاب مجالس دمشق وبين علماء الفقه والعلم بدمشق ومدارسها.

## عقيدة محيي الدين بن عربي ومذهبه الفقهي
| محيي الدين بن عربي    | من قال بالحلول فدينه معلول، وما قال بالاتحاد إلا أهل الإلحاد | محيي الدين بن عربي |
| — محيي الدين ابن عربي |                                                              |                    |

«فيا إخوتي وإحبائي رضي الله عنكم، أشهدكم عبد ضعيف مسكين فقير إلي الله في كل لحظة وطرفة، أشهدكم علي نفسه بعد أن أشهد الله وملائكته، ومن حضره من المؤمنين وسمعه أنه يشهد قولا وعقدا، أن الله إله واحد، لا ثاني له وألوهيته منزهة عن الصاحبة والولد، مالك لا شريك له في الملك ولا وزير له، صانع لا مدبر معه، موجود بذاته من غير افتقار إلى موجد يوجده، بل كل موجود سواه مفتقر إليه تعالى في وجوده فالعالم كله موجود به، وهو وحده متصف بالوجود لنفسه، ليس بجوهر متحيز فيقدر له مكان ولا بعرض فيستحيل اليه البقاء ولا بجسم فتكون له الجهة والتلقاء، مقدس عن الجهات والأقطار، مرئي بالقلوب والأبصار،»
اختلف العلماء في مذهبه الفقهي لكن يبدو أنه كان ظاهريا  قبل أن يجتهد لنفسه كما يبدو في بعض مطاوي رسائله.

## أهم كتبه

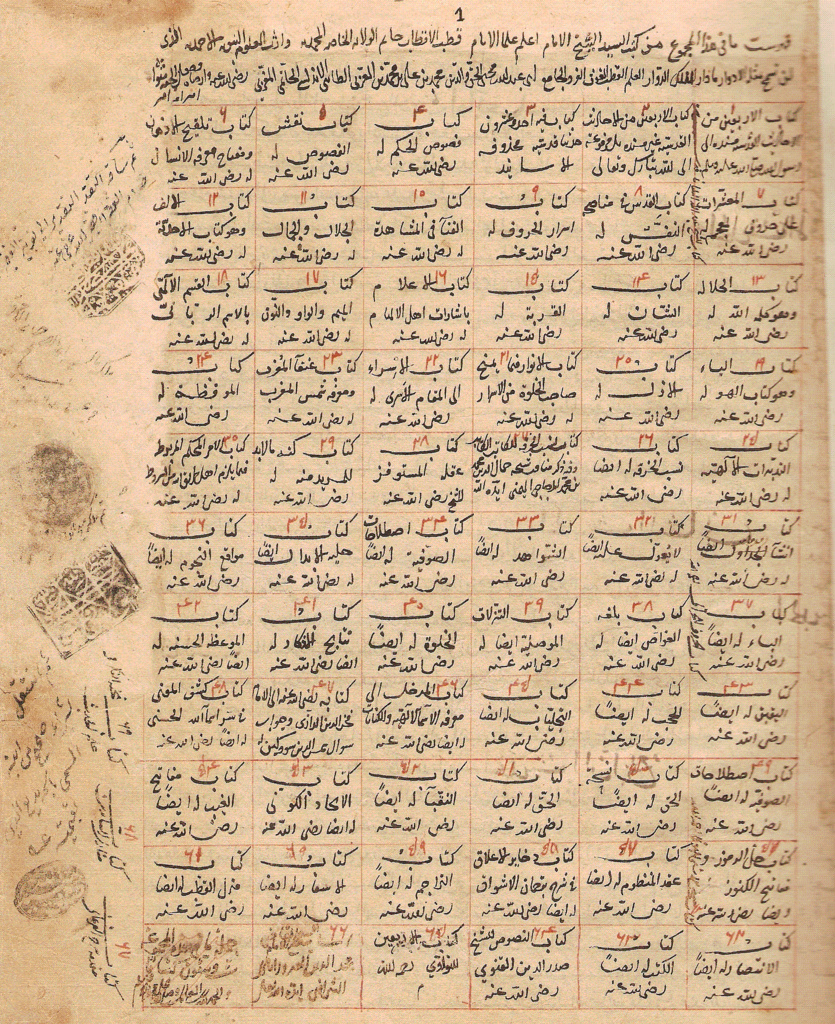
قائمة مخطوطات ابن عربي فيه أكثر من 67 مخطوط من كتبه قد كتب قبل 814 هـ

- كتاب تفسير ابن عربي ويضم تفسيره للقرآن.
- كتاب الفتوحات المكية، المكوُن من 37 سفر و560 باب..الذي وُصف بأنه من النصوص الصوفية الموغلة في التعمق وان لغته رمزية وبها إشارات الهية، له نشرة علمية محققة متقنة، بتحقيق الدكتور عثمان يحيى.
- كتاب فصوص الحكم، الذي أثار جدلا ً كبيراً في وقته ولازال مصدرا ً للجدل.
- ديوان ترجمان الأشواق، الذي خصصه لمدح نظام بنت الشيخ أبي شجاع بن رستم الأصفهاني التي عرفها في مكة سنة 598 عندما قدم إليها لأول مرة قادما من المغرب.[39]
- كتاب شجرة الكون، يتحدث فيه عن الكون مشبها ً اياه بشجرة اصلا كلمة «كٌن»
- كتاب الإعلام بإشارات أهل الإلهام،
- كتاب اليقين، الذي تناول موضوع اليقين الذي حير عديد من فلاسفة ذلك العصر [40]
- شطرنج العارفين.

مواقع النجوم ومطالع الأهلة الأسرار والعلوم
المختار من رسائل ابن عربي
رسائل ابن عربي
الرسالة الوجودية
الفتوحات المكية
تفسير ابن عربي
ذخائر الاعلاق شرح ترجمان الأشواق

كتب عنه:
كنوز الفتوحات المكية
جواهر كنوز الفتوحات المكية

## الإنسان الكامل

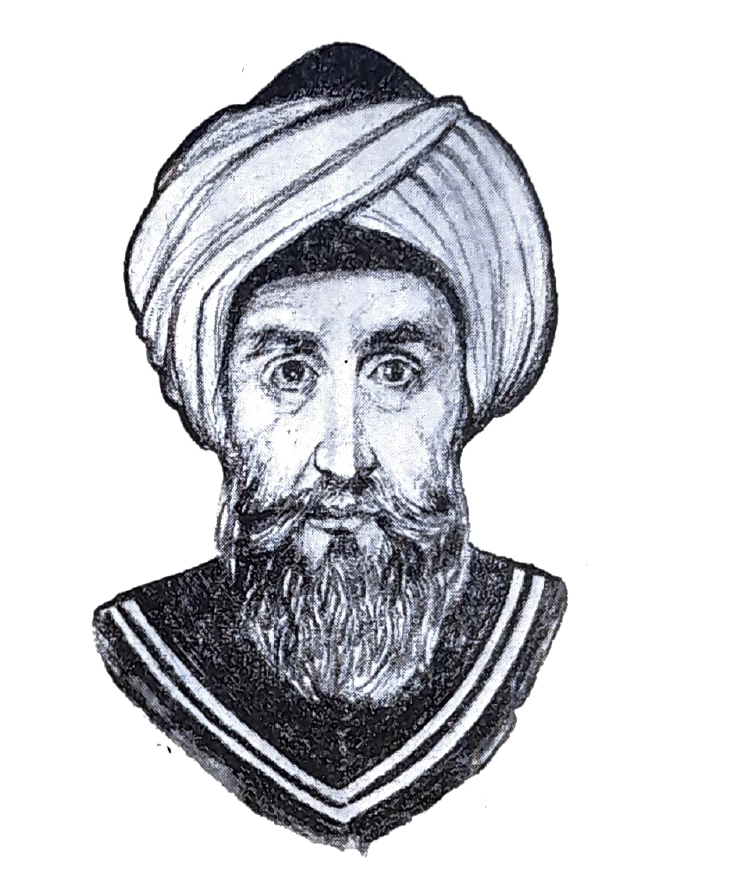
رسمٌ تخيُّليّ يُصوِّرُ الشيخ ابن عربي.

تعتبر عقيدة الإنسان لقباً شرفياً أُطلق على ابن عربي، بالرغم من النزاع والخلاف الدائر حول أصل هذه الفكرة، فهي متأصلة في الإسلام، وتحديداً عن الصوفيين. وابن عربي هو أول من صاغ هذا المصطلح، حيث أشار في عمله “فصوص الحكم” إلى كون آدم هو الإنسان الكامل صافي الفطرة.
كانت هذه الفكرة شائعة في الصوفية، لكن ابن عربي تعمّق في تحليلها، حيث ناقش خلال تطويره شرحاً للإنسان الكامل قضية الوحدانية، مستعملاً المرآة كاستعارة.
وفي هذه الاستعارة الفلسفية، يقارن ابن عربي بين انعكاس كيانٍ ما في عدد لا يُحصى من المرايا، وبين علاقة الله مع مخلوقاته. حيث رأى أن جوهر الإله كامنٌ في وجود الإنسان، أي أن الله هو الكيان والبشر هم المرايا. وبما أن البشر ليسوا سوى انعكاساتٍ لله، فلا يمكن الفصل بين الاثنين، فبدون الله لم تكن المخلوقات لتوجد.
وعندما يفهم المرء أن لا فاصل بين الإنسان والله، فعندها سيبدأ طريق الوحدانية المطلقة. وعن طريق البحث عن حقيقة هذه الوحدانية داخل المرء، سيصل الإنسان بذلك إلى اتحاد مع الله، وهكذا، سيصلح ويشذب وعيه الذاتي.

## أقوال ابن عربي
- من قال بالحلول فدينه معلول، وما قال بالاتحاد إلا أهل الإلحاد.[44]
- الله تعالى واحد بالإجماع، ومقام الواحد يتعالى أن يحل فيه شيء أو يحل هو في شيء أو يتحد في شيء.
- لو صح ان يرقى الإنسان عن انسانيته والملك عن ملكيته ويتحد بخالقه تعالى، لصح انقلاب الحقائق وخرج الإله عن كونه إله، وصار الحق خالقا، والخلق حقا.
- الحكم نتيجة الحكمة، والعلم نتيجة المعرفة، فمن لا حكمة له لا حكم له، ومن لا معرفة له لا علم له.[45]
- «فإذا سمعت احدا من أهل الله يقول أو ينقل إليك عنه أنه قال الولاية أعلى من النبوة، فليس يريد ذلك القائل الا ما ذكرناه. أو يقول ان الولي فوق النبي والرسول فأنه يعني بذلك في شخص واحد وهو أن الرسول من حيث أنه ولي أتم منه من حيث أنه نبي ورسول لا أن الولي التابع له أعلى منه فإن التابع لا يدرك المتبوع أبدا فيما هو تابع له فيه إذ لو أدركه لم يكن تابعا فافهم»[46]
- لا تعترضوا على المجتهدين من علماء الرسوم ولا تجعلوهم محجوبين على الإطلاق فإن لهم القدم الكبيرة في الغيوب وإن كانوا غير عارفين وعلى غير بصيرة بذلك ويحكمون بالظنون.[47]

## نظريات ابن عربي
- الإنسان الكامل
- ختم الولاية
- الأعيان الثابتة
- المراتب السبعة
- التنزلات الستة

## وفاته

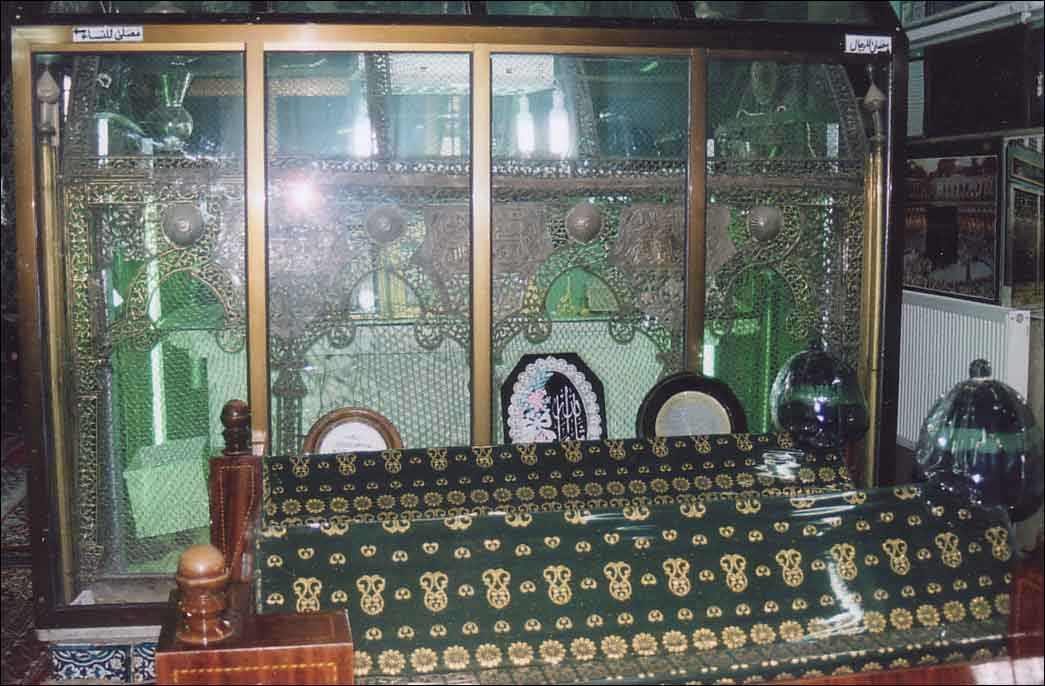
قبر ابن عربي في دمشق

توفي ابن عربي في 28 ربيع الثاني من سنة 638هـ الموافق 16 نوفمبر من سنة 1240م ودفن في سفح جبل قاسيون في دمشق.

## آراء العلماء في ابن عربي

### المؤيدون له
- ابن حجر الهيتمي الشافعي حيث قال: «الذي أثرناه عن أكابر مشايخنا العلماء الحكماء الذين يُستسقى بهم الغيث، وعليهم المعوّل وإليهم المرجع في تحرير الأحكام وبيان الأحوال والمعارف والمقامات والإشارات، أن الشيخ محي الدين بن عربي من أولياء الله العارفين ومن العلماء العاملين، وقد اتفقوا على أنه كان أعلم أهل زمانه، بحيث أنه كان في كل فن متبوعاً لا تابعاً، وأنه في التحقيق والكشف والكلام على الفرق والجمع بحر لا يجارى، وإمام لا يغالط ولا يمارى، وأنه أورع أهل زمانه وألزمهم للسنّة وأعظمهم مجاهدة».[48]
- عبد الوهاب الشعراني، حيث قال عن ابن عربي: «إِن الشيخ من كمّل العارفين بإِجماع أهل الطريق، وكان جليس رسول الله صلى الله عليه وسلم على الدوام».[49]
- علاء الدين محمد بن علي الحصكفي، الفقيه الحنفي صاحب الدر المختار حيث قال ناقلاً: «وفي المعروضات المذكورة ما معناه: أن من قال عن فصوص الحكم للشيخ محيي الدين بن العربي إنه خارج عن الشريعة وقد صنفه للإضلال ومن طالعه ملحد ماذا يلزمه؟ أجاب: نعم فيه كلمات تباين الشريعة وتكلف بعض المتصلفين لإرجاعها إلى الشرع لكنّا تيقنا أن بعض اليهود افتراها على الشيخ قدس الله سرّه فيجب الاحتياط بترك مطالعة تلك الكلمات، وقد صدر أمر سلطاني بالنهي فيجب الاجتناب من كل وجه».[50]
- الفيروزآبادي، صاحب القاموس، حيث سئل عن الشيخ ابن عربي فقال: «اللهم نطقنا بما فيه رضاك الذي أعتقده وأدين الله به إنه كان شيخ الطريقة حالاً وعلمًا وإمام الحقيقة حقيقةً ورسماً ومحيي رسوم المعارف فعلاً واسماً إذا تغلغل فكر المرء في طرف من علمه غرقت فيه خواطره عباب لا تكدر الدلاء وسحاب تتقاصى عنه الأنواء كانت دعوته تخرق السبع الطباق وتفرق بركاته فتملأ الآفاق وإني أصفه وهو يقينا فوق ما وصفته وناطق بما كتبته وغالب ظني أني ما أنصفته».[50]
- يروي السيوطي عن العز بن عبد السلام في رسالته «تنبيه الغبي بتبرئة ابن عربي»: «وحكي عن خادم الشيخ عز الدين قدس الله روحه أنه دخل مع الشيخ إلى الجامع بدمشق، فقال الخادم للشيخ عز الدين: أنت وعدتني أنك تريني القطب. فقال له: ذلك القطب، وأشار إلى ابن عربي وهو جالس والخلق حلقة حوله. فقال له: يا سيدي فأنت تقول فيه ما تقول؟ فقال له: هو القطب، فكرر عليه القول وهو يقول له ذلك».[51]
- شهاب الدين عمر السهروردي، حيث قال عنه بعد ما جلس معه وسئل: ما تقول في ابن عربي؟ فقال: «بحر الحقائق».[52]
- السيوطي، حيث قال: «والقول الفصل عندي في ابن عربي طريقة لا يرضاها فرقة أهل العصر ممن يعتقده ولا ممن ينكر عليه، وهي اعتقاد ولايته، ويحرم النظر في كتبه، فقد نقل عنه أنه قال: «نحن قوم يحرم النظر في كتبنا» وذلك أن الصوفية تواطئوا على ألفاظ اصطلحوا عليها وأرادوا بها معاني غير المعاني المتعارفة منها بين الفقهاء».[53]
- أحمد المقري التلمساني، حيث قال: «والذي عند كثير من الأخيار في أهل هذه الطريقة التسليم، ففيه السَّلاَمة. وهي أحوط من إرسال العِنَان وقولٍ يعود على صاحبه بالملامة. وما وقع لابن حجر، وأبي حيان في «تفسيره»، من إطلاق اللسان في هذا الصديق وأنظاره، فذلك من غَلَس الشيطان. والذي أعتقده ولا يصح غيره، أنه الإمام ابن عربي ولي صالح، وعالم ناصح، وإنما فَوَّق إليه سهامَ الملامة من لم يفهم كلامه، على أن دُسّت في كتبه مقالات قَدْرُهُ يجلّ عنها. وقد تعرض من المتأخرى ن وَلِي الله الرَّباني سيدي عبد الوهاب الشعراني نفعنا الله به لتفسير كلام الشيخ على وجه يليق، وذكر من البراهين على ولايته ما يثلج صدور أهل التحقيق، فليطالع ذلك من أراده، والله ولي التوفيق».[54]
- ابن كمال باشا، مفتي الدولة العثمانية، حيث قال: «أيها الناس، اعلموا أن الشيخ الأعظم المقتدى الأكرم قطب العارفين وإمام الموحدين، محمد بن علي بن العربي الطائي الأندلسي، مجتهد كامل ومرشد فاضل، له مناقب عجيبة وخوارق غريبة وتلامذة كثيرة مقبولة عند العلماء والفضلاء، فمن أنكره فقد أخطأ، وإن أصرَّ في إنكاره فقد ضلَّ، يجب على السلطان تأديبه، وعن هذا الاعتقاد تحويله، إذ السلطان مأمور بالأمر بالمعروف والنهي عن المنكر. وله مُصنّفات كثيرة، منها: «فصوص حكمية» و«فتوحات مكيّة». وبعض مسائلها معلوم اللفظ والمعنى، وموافق للأمر الإلهيّ والشرع النبوي، وبعضها خفي عن إِدراك أهل الظّاهر دون أهل الكشف والباطن، فمن لم يطلع على المعنى المرام يجب عليه السكوت في هذا المقام، لقوله تعالى: وَلاَ تَقْفُ مَا لَيْسَ لَكَ بِهِ عِلمٌ إنَّ السَّمْعَ والبَصَرَ والفُؤَادَ كُلُّ أُولئِكَ كان عَنْهُ مَسْئولاً».[55]
- ابن عابدين الحنفي، حيث قال في حاشيته على الدر المختار عند قوله «لكن الذي تيقنته»: «وذلك بدليل ثبت عنده، أو لسبب عدم اطلاعه على مراد الشيخ فيها، وأنه لا يمكن تأويلها، فتعيَّن عنده أنها مفتراة عليه، كما وقع للشيخ الشعراني أنه افترى عليه بعض الحساد في بعض كتبه أشياء مكفرة، وأشاعها عنه، حتى اجتمع بعلماء عصره، فأخرج لهم مسودة كتابه التي عليها خطوط العلماء فإِذا هي خالية عما افتُرِي عليه». وقال أيضاً عند قوله «فيجب الاحتياط»: «لأنه إِن ثبت افتراؤها فالأمر ظاهر، وإِلا فلا يفهم كل أحد مراده فيها، فيُخشى على الناظر فيها من الإِنكار عليه، أو فهم خلاف المراد».[56]
- عبد الغني النابلسي، حيث قال مادحاً كتب ابن عربي:

### الساكتون عنه
- شرف الدين المناوي، حيث سئل عن الشيخ ابن عربي فأجاب: «أن السكوت عنه أسلم، وهذا هو اللائق بكل ورع يخشى على نفسه».[53]
- الشوكاني، وقد كان من المنتقدين للشيخ ابن عربي بل والمكفرين له فرجع عن قوله في آخر حياته، فقال رداً على سؤال وجّه له بخصوص الحلاج وابن عربي: «فأجبت عن هذا السؤال برسالة في كراريس سميتها «الصوارم الحداد القاطعة لعلائق مقالات أرباب الاتحاد» وكان تحرير هذا الجواب في عنفوان الشباب وأنا الآن أتوقف في حال هؤلاء وأتبرأ من كل ما كان من أقوالهم وأفعالهم مخالفاً لهذه الشريعة البيضاء الواضحة التي ليلها كنهارها ولم يتعبدني الله بتكفير من صار في ظاهر أمره من أهل الإسلام».[57]

### المخالفون له
- الحافظ الذهبي، حيث يقول عن ابن عربي: «صنف التصانيف في تصوف الفلاسفة وأهل الوحدة، فقال أشياء منكرة عدّها طائفة من العلماء مروقاً وزندقة، وعدّها طائفة من العلماء من إشارات العارفين ورموز السالكين، وعدّها طائفة من متشابه القول، وأن ظاهرها كفر وضلال وباطنها حق وعرفان، وأنه صحيح في نفسه كبير القدر. وآخرون يقولون: قد قال هذا الباطل والضلال، فمن الذي قال إنه مات عليه، فالظاهر عندهم من حاله أنه رجع وأناب إلى الله، فإنه كان عالماً بالآثار والسنن، قوي المشاركة في العلوم. وقولي أنا فيه: أنه يجوز أن يكون من أولياء الله الذين اجتذبهم الحق إلى جنابه عند الموت وختم له بالحسنى، فأما كلامه فمن فهمه وعرفه على قواعد الاتحادية وعلم محط القوم، وجمع بين أطراف عباراتهم تبين له الحق في خلاف قولهم».[58]
- ابن تيمية، حيث قال: «ابن عربي صاحب فصوص الحكم وهي مع كونها كفرا فهو أقربهم إلى الإسلام لما يوجد في كلامه من الكلام الجيد كثيرا ولأنه لا يثبت على الاتحاد ثبات غيره بل هو كثير الاضطراب فيه وانما هو قائم مع خياله الواسع الذي يتخيل فيه الحق تارة والباطل أخرى والله أعلم بما مات عليه».[59]
- ابن خلدون، حيث قال: «هؤلاء المتأخرين من المتصوفية المتكلمين في الكشف وفيما وراء الحس توغلوا في ذلك فذهب الكثير منهم إلى الحلول والوحدة كما أشرنا إليه وملأوا الصحف منه؛ مثل الهروي في كتاب المقامات له وغيره وتبعهم ابن العربي وابن سبعين وتلميذها أبن العفيف وابن الفارض».[60]
- أبو زرعة العراقي، حيث قال: «لا شك في اشتمال«الفصوص» المشهورة على الكفر الصريح الذي لا شك فيه، وكذلك «فتوحاته المكية»، فإن صحّ صدور ذلك عنه، واستمر عليه إلى وفاته: فهو كافر مخلد في النار بلا شك»[61]
- يروي الشوكاني عن العز بن عبد السلام في كتابه الصوارم الحداد القاطعة لعلائق أرباب الاتحاد: «قال الفقيه أبو محمد بن عبد السلام لما قدم من القاهرة وسألوه عن ابن عربي؛ فقال: شيخ سوء معتوه، يقول بقدم العالم، ولا يحرم فرجاً. قال ذلك قبل أن يظهر من قوله: إن العالم هو الله. ثم قال بعد أن عدد مثالبهم: ولم أصف عشر ما يذكرونه من الكفر. ثم قال: فرؤساؤهم أئمة الكفر؛ ويجب قتلهم، ولا تقبل توبة أحدٍ منهم إذا أخذ قبل التوبة؛ فإنه من أعظم الزنادقة. ثم قال: ويجب عقوبة كل من انتسب إليهم، أو ذب عنهم، أو أثنى عليهم، أو عظم كتبهم، أو عُرف بمساعدتهم ومعاونتهم، أو كره الكلام فيهم، بل تجب عقوبة كل من عرف حالهم ولم يعاون على القيام على هؤلاء من أعظم الواجبات؛ لأنهم أفسدوا العقول والأديان على خلق من المشايخ والعلماء والأمراء والملوك. ثم قال: وأما من قال: لكلامهم تأويل يوافق الشريعة فإنّه من رؤوسهم وأئمتهم؛ فإنه إن كان يعرف كذب نفسه وإن كان معتقداً لهذا ظاهراً وباطناً فهو أكفر من النصارى.»[62]
- قال تقي الدين السبكي: «ومن كان من هؤلاء الصوفية كابن عربي وابن سبعين وغيرهما فهؤلاء ضلال جهال خارجون عن طريقة الإسلام فضلا عن العلماء»[63]
- قال أبو حيان الأندلسي في تفسيره: «ومن بعض اعتقاد النصارى استنبط من أقر بالإسلام ظاهرا، وانتمى إلى الصوفية حلول الله في الصور الجميلة، ومن ذهب من ملاحدتهم إلى القول بالاتحاد والوحدة: كالحلاج والشعوذي وابن أحلى وابن عربي المقيم بدمشق، وابن الفارض، وأتباع هؤلاء كابن سبعين -وعد جماعة ثم قال: "وإنما سردت هؤلاء نصحا لدين الله، يعلم الله ذلك، وشفقة على ضعفاء المسلمين، وليحذروا، فهم شر من الفلاسفة الذين يكذبون الله ورسله، ويقولون بقدم العالم وينكرون البعث، وقد أولع جهلة ممن ينتمي إلى التصوف بتعظيم هؤلاء، وادعائهم أنهم صفوة الله".»[64]
- قال عنه ابن حجر العسقلاني: «قال أقوالا منكرة. ثم قال بعد أن ذكر سيرته وما يعتقده فوالله لأن يعيش المسلم جاهلا خلف البقر لا يعرف من العلم شيئا سوى سور من القرآن يصلي بها الصلوات ويؤمن بالله واليوم الآخر خير له بكثير من هذا العرفان وهذه الحقائق ولو قرأ مئة كتاب، أو عمل مئة خلوة». ثم قال وقد اغتر بالمحيي ابن عربي أهل عصره، وقال أيضا عنه: «كان ظاهري المذهب باطني الاعتقاد».[65]

## سبب الجدل حول شخصه ومؤلفاته
| محيي الدين بن عربي    | نحن قوم يحرم النظر في كتبنا. وذلك أن الصوفية تواطئوا على ألفاظ اصطلحوا عليها، وأرادوا بها معاني غير المعاني المتعارفة منها.فمن حمل ألفاظهم على معانيها المتعارفة بين اهل العلم الظاهر كفَر وكفَّرهم. | محيي الدين بن عربي |
| — محيي الدين ابن عربي | |                    |

نٌقل عن ابن عربي انه قال هذا القول فمن فسر ألفاظه بالطريقة الصحيحة فهم ما يقصد من مؤلفاته فقد حذر من تداول الكتب بين الجهلاء ومن سلم بظاهر تلك الألفاظ دون علم بمعانيها في المذهب الصوفي رأي فيها كفرا ً.

## معاصرو ابن عربي
- ابن رشد
- فخر الدين الرازي
- صدر الدين القونوي
- العز بن عبد السلام
- فريد الدين عطار
- شهاب الدين عمر السهروردي
- أبي الحسن الشاذلي
- جلال الدين الرومي
- توما الأكويني

## كتب عنه

### في سيرته
- هكذا تكلم ابن عربي، نصر حامد أبو زيد.
- ابن عربي ومولد لغة جديدة، د. سعاد الحكيم.
- محيي الدين ابن عربي - حياته، مذهبه، زهده - جزء - 49، سلسلة أعلام الفلاسفة، فاروق عبد المعطي.
- قرة أهل الحظ الأوفر في ترجمة الشيخ الأكبر للشيخ حامد العمادي (دار الكتب مجاميع 3445).
- جامع كرامات الأولياء للشيخ يوسف النبهاني 1/ 198، 206.
- رسالة صفي الدين بن أبي المنصورفي سير الأولياء الذين لقيهم (ط. المعهد الفرنسي بدمشق).
- نفح الطيب للإمام أحمد المقري التلمساني وهو من أحسنها (2 / 361، 384).
- سير أعلام النبلاء للذهبي (23/ 48,49).
- البداية والنهاية لابن كثير (13/ 156).
- التكملة لوفيات النقلة للمنذري (3/555).
- شذرات الذهب لابن عماد الحنبلي (3/190، 203).
- العبر في خبر من غبر للذهبي (5/ 158، 159).
- عنوان الدراية للغبريني (158 / 160).
- لسان الميزان لابن حجر العسقلاني (5/310، 313).
- ميزان الاعتدال للذهبي (659 / 660).
- النجوم الزاهرة لابن تغري بردي (6 / 339).
- الوافي بالوفيات للصفدي (4 / 972، 179).
- الأعلام للزركلي (6 / 281).
- موت صغير لمحمد حسن علوان (دار الساقي 2016)
- الموسوعة الصوفية، عبد المنعم الحفني ص286.
- الطبقات الكبرى للشعراني، ج1-ص3329.

### في الدفاع عنه
- تنبيه الغبي بتبرئة ابن عربي، تأليف: جلال الدين السيوطي المتوفى سنة 911 هـ.
- الاغتباط بمعالجة ابن الخياط، تأليف: الفيروزآبادي المتوفي سنة 817 هـ، يرد فيه على ابن الخياط ما اتّهم به الشيخ ابن عربي في عقيدته.
- الرد على المعترضين على الشيخ محيي الدين، تأليف: الفيروزآبادي، موجود في معهد المخطوطات العربية 201 تصوف.
- اليواقيت والجواهر في بيان عقائد الأكابر، تأليف: عبد الغني النابلسي.
- الرد المتين على منتقص العارف محيى الدين، تأليف: عبد الوهاب الشعراني.
- تنبيه الأغبياء على قطرة من بحر علوم الأولياء، تأليف: عبد الوهاب الشعراني، وهو مفقود.
- الكبريت الأحمر في بيان علوم الشيخ الأكبر، تأليف: عبد الوهاب الشعراني.
- القول المبين في الرد عن الشيخ محيي الدين، تأليف: عبد الوهاب الشعراني.
- الفتح المبين في رد المعترض على الشيخ محيي الدين، تأليف: عمر حفيد شهاب الدين العطار، وقد طبع قديماً.
- مفتاح الوجود الأشهر في توجيه كلام الشيخ الأكبر، تأليف: عبد الله الصلاحي، وهو موجود في دار الكتب 195 تصوف، وذيله 199 تصوف.
- الفتح المبين في رد اعتراض المعترضين، تأليف: عمر حفيد الشهاب الشيخ أحمد العطار، أحد علماء الشام.
- ميزان الحق في اختيار الأحق، تأليف: كاتب حلبي أحد أكابر العلماء العثمانية.
- الجانب الغربي في حل مشكلات ابن العربي، تأليف: مكي، ألفه بأمر السلطان سليم الأول.
- قرة أهل الحظ الأوفر في ترجمة الشيخ الأكبر، تأليف: حامد العمادي، وهو موجود في دار الكتب مجاميع 3445.
- الانتصار للشيخ محيي الدين، تأليف: علي بن ميمون المغربي، وهو موجود في برلين 2851، ونسخة بدار الكتب.
- كشف الغطاء عن أسرار كلام الشيخ محيي الدين، تأليف: سراج الدين المخزومي.[34]

### كتب في نقد ابن عربي
- تنبيه الغبي إلى تكفير ابن عربي تأليف:برهان الدين البقاعي. وذكر فيه أقوال علماء أهل السنة والجماعة في تكفير ابن عربي ومن هؤلاء العلماء: ولي الدين العراقي، وزين الدين العراقي، والعز بن عبد السلام، وأبو حيان الأندلسي، وابن تيمية، وتقي الدين السبكي، وابن حجر العسقلاني، والذهبي، والسكوتي، ونور الدين البكري، وابن هشام الأنصاري، وابن خلدون، والبلقيني، وعلاء الدين البخاري، وابن الجزري.[66]

## طالع أيضًا
- الصوفية
- طرق الصوفية
- جامع الشيخ محي الدين بن عربي
- تنبيه الغبي إلى تكفير ابن عربي
- ابن إمام الكاملية
- إيفان أغيلي

## وصلات خارجية
- محيي الدين بن عربي على موقع الموسوعة البريطانية (الإنجليزية)
- محيي الدين بن عربي على موقع ميوزك برينز (الإنجليزية)
- محيي الدين بن عربي على موقع ديسكوغز (الإنجليزية)
- أدب.. الموسوعة العالمية للشعر العربي: 860 قصيدة لمحيي الدين ابن عربي.
- رائع
- ابن عربي
- بوابة الشعراء: ديوان محيي الدين ابن عربي.
- موقع الصوفية: الدفاع عن الشيخ الأكبر والكبريت الأحمر محيي الدين بن عربي.
- موقع ابن عربي.
- موقع مجتمع ابن عربي باللغة الإنجليزية.
- مؤسسة ابن العربي في الباكستان.